# Fernando Arce Juárez
Fernando David Arce Juárez (Chula Vista, Condado de San Diego, California, Estados Unidos, 27 de noviembre de 1996) es un futbolista Estadounidense de origen Mexicano. Juega como centrocampista y su actual equipo es el Club Deportivo Toluca de la Primera División de México.

## Trayectoria

### Club Tijuana
Fernando Arce es hijo del exfutbolista internacional mexicano Fernando Arce, quien también jugó para el Club Tijuana. Arce surgió a través de los sistemas juveniles del Club Santos Laguna, Monarcas Morelia y Tijuana. Debutó con el primer equipo de los Xolos como suplente el 16 de marzo de 2014 en un partido de Liga MX ante el Cruz Azul.

### Club Puebla
El 22 de diciembre de 2022, se informó que el Club Puebla adquiría los derechos federativos de Fernando de cara al torneo Clausura 2023.

## Selección nacional
Debido a que nació en Chula Vista, California, Arce es elegible tanto para los Estados Unidos como para México. El 14 de julio de 2014, Arce debutó con la selección de fútbol sub-20 de los Estados Unidos en una victoria 2-1 sobre Chile.

## Estadísticas
Actualizado el 23 de julio de 2023.
| C. Tijuana · México              | 1.ª                 | 2014                | 1   | 0  | 0  | 0 | - | - | 1   | 0  |
| C. Tijuana · México              | 1.ª                 | 2014-15             | 0   | 0  | 1  | 0 | - | - | 1   | 0  |
| C. Tijuana · México              | 1.ª                 | 2015-16             | 0   | 0  | 2  | 0 | - | - | 2   | 0  |
| C. Tijuana · México              | 1.ª                 | 2018                | 0   | 0  | -  | - | 1 | 0 | 1   | 0  |
| C. Tijuana · México              | 1.ª                 | 2019                | 6   | 0  | 4  | 0 | 0 | 0 | 10  | 0  |
| C. Tijuana · México              | Total               | Total               | 7   | 0  | 7  | 0 | 1 | 0 | 15  | 0  |
| Dorados de Sinaloa · México      | 2.ª                 | 2016-17             | 29  | 1  | 7  | 0 | - | - | 36  | 1  |
| Dorados de Sinaloa · México      | 2.ª                 | 2017                | 11  | 1  | 4  | 0 | - | - | 15  | 1  |
| Dorados de Sinaloa · México      | 2.ª                 | 2018-19             | 39  | 4  | 9  | 1 | - | - | 48  | 5  |
| Dorados de Sinaloa · México      | Total               | Total               | 79  | 6  | 20 | 1 | 0 | 0 | 99  | 7  |
| C. Necaxa · México               | 1.ª                 | 2020                | 6   | 0  | 0  | 0 | - | - | 6   | 0  |
| C. Necaxa · México               | 1.ª                 | 2020-21             | 22  | 1  | -  | - | - | - | 22  | 1  |
| C. Necaxa · México               | 1.ª                 | 2021                | 3   | 0  | -  | - | - | - | 3   | 0  |
| C. Necaxa · México               | Total               | Total               | 31  | 1  | 0  | 0 | 0 | 0 | 31  | 1  |
| F. C. Juárez · México            | 1.ª                 | C-2022              | 14  | 4  | -  | - | - | - | 14  | 4  |
| F. C. Juárez · México            | 1.ª                 | A-2022              | 12  | 0  | -  | - | - | - | 12  | 0  |
| F. C. Juárez · México            | Total               | Total               | 26  | 4  | 0  | 0 | 0 | 0 | 26  | 4  |
| C. Puebla · México               | 1.ª                 | 2023                | 5   | 0  | -  | - | - | - | 5   | 0  |
| C. Puebla · México               | 1.ª                 | 2023-24             | 2   | 0  | -  | - | 1 | 0 | 3   | 0  |
| C. Puebla · México               | Total               | Total               | 7   | 0  | 0  | 0 | 1 | 0 | 8   | 0  |
| Total en su carrera              | Total en su carrera | Total en su carrera | 150 | 11 | 27 | 1 | 2 | 0 | 179 | 12 |
| (1) Incluye datos de la Copa MX. |                     |                     |     |    |    |   |   |   |     |    |

## Palmarés

### Campeonatos nacionales
| Título               | Equipo | País   | Año  |
| -------------------- | ------ | ------ | ---- |
| Campeón de Campeones | Toluca | México | 2025 |